# Edinburgh Castle
Edinburgh Castle er en historisk fæstning på Castle Rock i byen Edinburgh i Skotland. Arkæologer har fastslået, at der har været menneskelig aktivitet på stedet siden jernalderen, selvom det er uklart hvordan disse bosættelser har været. Der har eksisteret et kongeligt slot på klippen siden David 1.s regeringstid i 1100-tallet, og det var et kongeligt residensslot til 1633. Fra 1400-tallet blev slottets rolle som residensbygning mindre og mindre, og i 1600-tallet blev det primært brugt som kaserne med en stor garnison. Edinburgh Castles vigtighed som en del af Skotlands nationalarv blev anerkendt i større grad fra 1800-tallet , og forskellige restaureringsprojekter er blevet udført over de sidste 150 år. Det var en af de vigtigst fæstninger i Kongeriget Skotland og var involveret i mange historiske konflikter fra den skotske uafhængighedskrig i 1300-tallet til jakobitoprøret i 1745. Et forskningsprojekt fra 2014 identificerede 26 belejringer i slottes 1100-årige historie. Det gør det til "det mest belejrede sted i Storbritannien og et af de mest angrebene i verden".
Kun få af de nuværende bygninger går længere tilbage end den "Lang Siege" i 1500-tallet, hvor mange af de middelalderlige forsvarsværker blev ødelagt af et bombardement fra artilleri. De mest notable undtagelse af St Margaret's Chapel fra begyndelsen af 1100-tallet, som bliver betragtet som den ældste bygning i Edinburgh, Royal Palace og Great Hall, der stammer fra begyndelsen af 1500-tallet, selvom interiøret blev ændret meget fra midten af viktoriatiden. Slottet huser de skotske regalier, Honours of Scotland, og de to museer Scottish National War Memorial og National War Museum of Scotland har deres bygninger nogle af slottes bygninger. British Army er stadig ansvarlig for dele af borgen, selvom deres tilstedeværelse hovedsagelig er af cerimoniel og administrativ karakter. Nogle af slottets bygninger huser regimentmuseer, der bidrager til stedet som turistattraktion.
Edinburgh Castle drives af Historic Scotland, og det er Skotlands mest besøgt turistattraktion, hvor der skal betales entre, med over 1,4 millioner gæster i 2013. Det er også baggrund for Edinburgh Military Tattoo under den årlige Edinburgh International Festival, og slottet er derfor blevet et kendt symbol på ikke bare Edinburgh men for hele Skotland. Ifølge Edinburgh Visitor Survey er det byens mest besøgte turistattraktioner, og mere end 70 % af turisterne i byen besøger slottet.